# The New Daughter
The New Daughter ist ein US-amerikanischer Mystery-Film aus dem Jahr 2009. John Connollys Kurzgeschichte The New Daughter wurde von der amerikanischen Produktionsfirma Gold Circle Films produziert. Es spielen unter anderem Kevin Costner, Ivana Baquero und Samantha Mathis; die Premiere fand am 19. Dezember 2009 in New York City statt.

## Handlung
Der alleinerziehende Vater John James zieht nach einer schmerzvollen Trennung mit seinen zwei Kindern auf eine abgelegene Farm aufs Land.
Seine pubertierende Tochter Louisa kann sich mit der Langeweile überhaupt nicht anfreunden, bis sie beim Spielen am Waldrand einen aus Erde errichteten mehrere Meter hohen Grabhügel entdeckt. Von da an benimmt sich die Tochter immer seltsamer. 
Als John beim Einkaufen mit den Supermarktkassierern ins Gespräch kommt und erzählt, wo er wohnt, sprechen diese von merkwürdigen Vorkommnissen auf dem Anwesen in der Vergangenheit. Bei seiner Heimkehr findet John die Katze seiner Tochter bestialisch getötet am Waldrand. Louisa schlafwandelt neuerdings und kommt anschließend verdreckt aus dem Wald. Nachdem John grausige Geräusche im Wald wahrnimmt und in seinem Auto angegriffen wird, verbietet er seinen Kindern, insbesondere Louisa, draußen zu spielen.
Jetzt stellt John endlich Nachforschungen über den Grabhügel und die ehemaligen Hauseigentümer an. Er sucht daraufhin Roger Wayne auf, den Vorbesitzer des Hauses. Dieser berichtet von ähnlichen Verhaltensweisen bei seiner Enkeltochter Emily, wie auch John sie bei Louisa in letzter Zeit bemerkt. Darum tötete Wayne seine Enkelin einst durch das Legen eines Feuers, und auch John solle seinem Beispiel folgen. Sein Kind sei nicht mehr zu retten. Die Babysitterin, die John für die Zeit seiner Abwesenheit engagierte, verschwindet spurlos. Louisa zeigt erste Schwangerschaftssymptome wie Erbrechen. John findet in Louisas Wandschrank ein Nest aus Erde und Zweigen, wie er es schon in Emilys Zimmer sah. Er ist geschockt – höchste Zeit zu handeln. Er ordert einen Bagger, um den Grabhügel zu zerstören. Der zuvor zurate gezogene Wissenschaftler Prof. Evan White, der als Experte für diese seltenen mysteriösen Grabhügel gilt, versucht John von der Zerstörung des Hügels abzuhalten. Er würde vielmehr diesen Hügel gern archäologisch untersuchen wollen. Er begründet dies mit einem aus der Vorzeit als Legende überlieferten Ritual, wonach angeblich ein uralter, für viele seit Jahrtausenden als ausgestorben geltender Zweig der Menschheit seinen Fortbestand durch solche Hügel sichert. Diese seien Orte der Fortpflanzung, für die sie ein junges Mädchen gewinnen, das im Schutz des Hügels gebären soll. Diese Begründung lässt John Einiges im sonderbaren Verhalten seiner Tochter wiedererkennen und bestärkt ihn darin, den Hügel auf der Stelle abzutragen. Die Erdarbeiten fördern die Leiche der Babysitterin zutage, worauf die Grabarbeiten vorerst eingestellt werden. Die Obduktion ergibt, dass sie bei lebendigem Leib gefressen wurde.
John will das Haus verlassen, um sich und seine Kinder in Sicherheit zu bringen, doch Louisa weigert sich, ihm zu folgen. Echsenartige Wesen dringen jetzt mit Gewalt in das Haus ein. John erschießt einige von ihnen. Als Nächstes hört er Louisas Schreie aus Richtung des Grabhügels und eilt seiner Tochter zu Hilfe. Durch eine bodennahe Öffnung kriecht er in den Bau. Der enge Eingang verzweigt sich zu teils mannshohen unterirdischen Gängen. In einem davon findet er seine Tochter reglos, halb in die Erde eingegraben, aber lebend, vor und bringt sie, verfolgt von den schleimigen Wesen, an die Erdoberfläche. Er kippt bereitstehenden Sprengstoff in den Eingang der Höhle. Als er erkennen muss, dass seine Tochter bereits äußerliche Merkmale der Erdwesen angenommen hat und er sie nicht mehr retten kann, setzt er den Hügel in Brand und opfert sich. Zurück bleibt sein Sohn vor dem Haus, dem sich weitere Wesen nähern.

## Hintergrundinformationen
Gedreht wurde der Film in Charleston und McClellanville, South Carolina, mit einem geschätzten Budget von 15 Mio. US-Dollar.
Da Kameramann Checco Varese einen Unfall während der Dreharbeiten erlitt, musste er für fünf Tage von Antonio Calvache vertreten werden.

## Veröffentlichung
Der Film The New Daughter kam am 18. Dezember 2009 in die US-amerikanischen Kinos. Die Anzahl der Häuser und der Zeitraum waren äußerst eingeschränkt. Am 18. Mai 2010 begann dann in den USA der Verkauf des Films auf DVD. Seit dem 7. Januar 2011 ist die DVD auch in Deutschland erhältlich.

## Kritik
„Regisseur Luiso Berdejo nimmt sich das Thema der Pubertät und des Erwachsen werdens vor und verpackt es in einen Mystery-Thriller. […] Der Weg zum Gruseln ist langsam aber nicht langweilig. Für Gänsehaut sorgen vor allen Dingen viele Kleinigkeiten, die ein großes Rätsel entstehen lassen, das mit wenigen Schwächen gegen Ende eine respektable Auflösung findet.“

„Nebst den guten und grusligen Szenen im Film macht auch die junge Ivana Banquero (das kleine Mädchen aus Pan's Labyrinth) eine sehr gute Figur. Ihre Veränderungen werden stimmig in Szene gesetzt und den Part als rebellische Tochter hat sie gut im Griff. […] Fazit: The New Daughter ist ein solider Gruselfilm geworden, der eine schlichte Story erzählt, die gegen Ende ein bisschen gar fest abdriftet und deren Monster eventuell entfernte Verwandte derjenigen aus I am Legend sind. Sie werden aber spärlich eingesetzt, und man benutzt Musik und Töne für eine unheimliche Stimmung. Nicht schlecht.“

„Ein wenig erinnert The New Daughter sowohl inhaltlich wie auch vom Aufbau her an Episoden der Serie Akte X – Die unheimlichen Fälle des FBI. Das ist kein Kritikpunkt, immerhin waren diese oft sehr atmosphärisch, unheimlich und gut gemacht. Aber sie liefen meist nach einem bekannten Schema ab und hielten jedes Mal ein Ende bereit, das Fans spätestens im dritten Jahr vorhersehen konnten. Diese Absehbarkeit besitzt auch der Gruselfilm des spanischen Regisseurs Luiso Berdejo. Es verwundert auch nicht, dass The New Daughter selbst in den USA nur kurz in einer kleinen Auswahl an Kinos zu sehen war, ehe er für den Heimvideomarkt erschien. Im Rest der Welt feierte er so beinahe ausschließlich Premiere. Und wäre Hauptfigur John James nicht von Kevin Costner gespielt, hätte er vermutlich noch weniger Aufmerksamkeit bekommen.“